# O Recruta
O Recruta (The Recruit, em inglês) é o primeiro livro da coleção CHERUB, escrito pelo autor britânico, Robert Muchamore. A edição original foi lançada em 2004. Foi traduzido para a língua portuguesa e editado pela Porto Editora em 2007.

## Resumo
O Recruta conta-nos a história de James Choke, um rapaz de 11 anos, que gostava muito e protegia a família. Vivia em Londres, num ambiente de criminalidade, com a sua família bastante disfuncional. Após a morte da sua mãe, James é afastado da sua meia-irmã Lauren Onions, e levado para um orfanato. Então que conhece Kyle Blueman, um agente da CHERUB com a missão de vigiar James para o mesmo entrar para a CHERUB. Poucos dias depois acorda no "campus" da CHERUB e decide ficar.
Na CHERUB, James após de escolher seu nome de espião deram-lhe apenas duas semanas para aprender a nadar (sendo ele não sabia nadar e a recruta começaria à 2 semanas) e consegue-o com sucesso. Quando chega à recruta, James faz parceria com Kerry Chang, que reprovara a antiga recruta devido a uma lesão.
James passa a recruta e prepara-se para a sua primeira missão: frustrar um ataque do grupo terrorista Ajudem a Terra, infiltrando-se num grupo de drogados com potencial ligação a este.
Os agentes da CHERUB têm todos menos de dezessete anos. Vestem calças de ganga e t-shirts de diversas cores depende de certos parâmetros tais como a idade e a qualidade de missões que já fizeram, parecendo crianças perfeitamente normais, mas não são.
Eles são profissionais treinados, enviados para missões de espionagem contra terroristas e traficantes de drogas temidos internacionalmente , e não só.
Mas, para efeitos oficiais, estas crianças NÃO EXISTEM.
James é o mais recente recruta da CHERUB. É brilhante em matemática e a CHERUB precisa dele. Esperam-no cem dias (3 meses e 10 dias) de recruta.
A aventura está a começar...

## Prémios
Foi o vencedor do Best Children's Book 2010 em 2010.